# Бадесра
Бадесра (англ. Badesra) — деревня в округе Бхивани индийского штата Харьяна.
Находится в 16 км от окружного центра города Бхивани, ближайшего к деревне города. Площадь деревни — 2325 га. Действует автобусное сообщение, ближайшая железнодорожная станция находится на удалённости более 10 км.
Согласно переписи 2011 года в деревне насчитывалось 1456 домохозяйств, проживало 7 241 человек (3 898 мужчин и 3 343 женщины). Из них 2 569 были неграмотными и 4 361 — безработными. Остальная часть населения была преимущественно занята в сельском хозяйстве.